# Мурзилка в Африке
«Мурзилка в Африке» (укр. Мурзілка в Африці) — советский анимационный звуковой фильм созданный в 1934 году на киевской кинофабрике Украинфильм. Является одним из старейших украинских анимационных фильмов и первым анимационным фильмом правопреемника Киностудии имени А. Довженко в области анимации — компании Укранимафильм (первым украинским анимационным фильмом была «Сказка о соломенном бычке» (1927, утерян), вторым — «Украинизация» (1927, утерян). Фильм выполнен в технике рисованной анимации. Общий метраж фильма 295 метров.

## Сюжет
Группа советских детей вместе с Мурзилкой (героем из одноимённого детского журнала) путешествует в Африку, чтобы вызволить из неволи чернокожую девочку Кане. Преодолевая трудности и препятствия, они вырывают Кане из лап угнетателя-колонизатора.

## Производство
Работа над фильмом «Мурзилка в Африке» велась в 1934 году всем мультипликационным цехом Украинфильма. Известно, что фильм изначально планировали как художественную, а не анимационную ленту.

## Творческая команда
- Режиссёры: Евгений Горбач, Семён Гуецкий
- Сценарист: Е. Дубинский
- Композитор: Александр Зноско-Боровский
- Аниматоры: Евгений Горбач, Семён Гуецкий, И. Клебанов, С. Крюков
- Звукооператор: В. Гиршберг

## Обретение
Фильм считался потерянным до 2018 года, когда он был найден гражданином России Дмитрием Корнеевым, и размещён 6 августа 2018 года на его канале YouTube. Корнеев предложил передать копию плёнки Госфильмофонду России, соответственно с 2018 года копия плёнки ленты хранится у них.